# Michael Fuchs (Fußballtrainer)

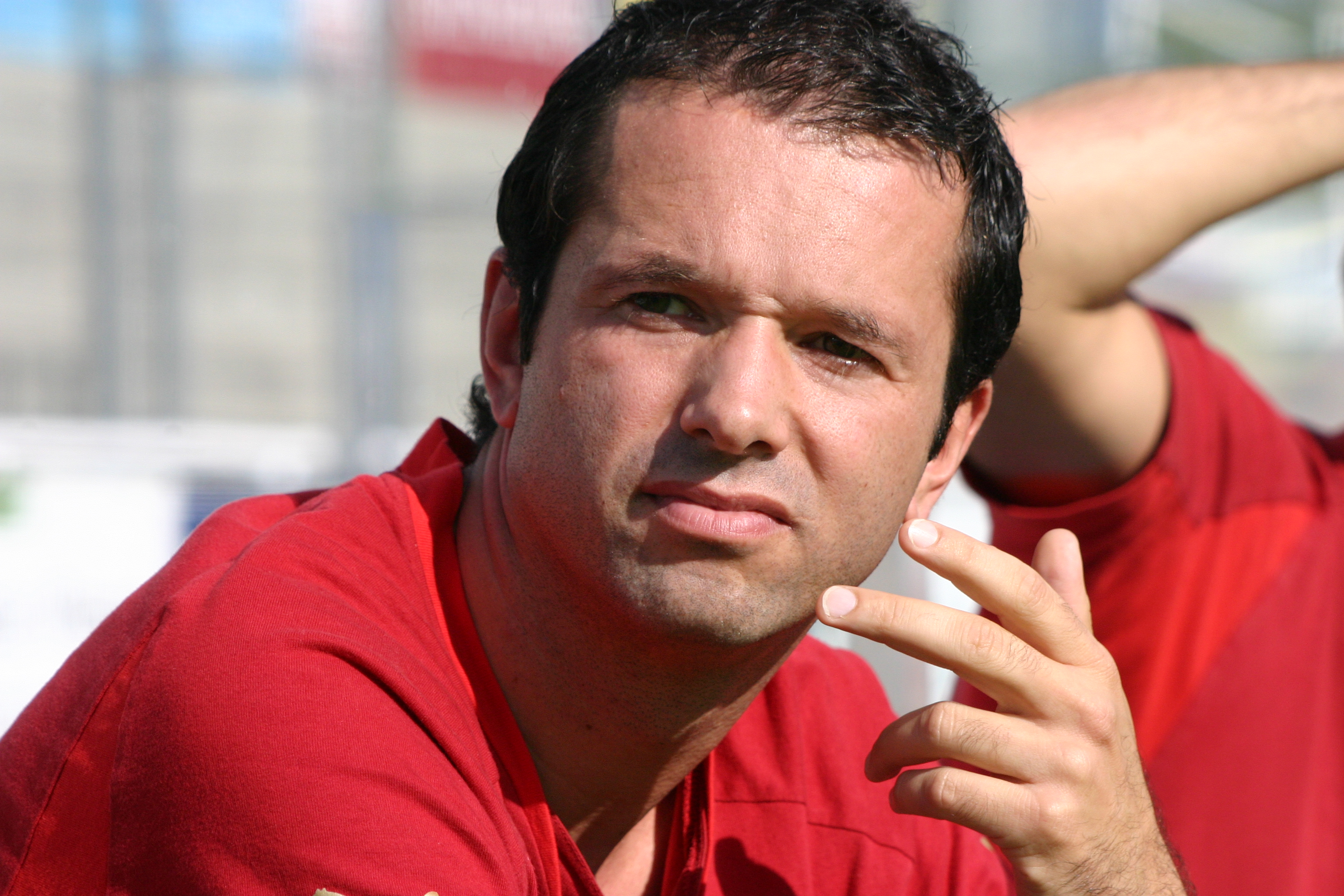
Michael Fuchs

Michael Fuchs (* 6. Juni 1972; † 15. März 2011) war ein österreichischer Fußballspieler und -trainer.

## Karriere als Fußballspieler
In seiner aktiven Zeit als Fußballspieler war Fuchs als defensiver Mittelfeldspieler und Libero für den SK Seiersberg, den SV Thal und den TUS Kirchbach tätig und kam somit nicht über den Amateurbereich hinaus. Dies auch, weil er seine Zeit in seine berufliche Ausbildung investierte.

## Karriere als Fußballtrainer
Bereits 1997 erwarb Fuchs die Fußballtrainer-Lizenz. 1998 schloss er sein Studium der Sportwissenschaften in Graz mit dem akademischen Grad Magister erfolgreich ab.
Nachdem Fuchs bereits während seiner aktiven Zeit den Nachwuchs des TUS Kirchbach betreute, wurde er nach seinem Studium als Trainer in der Fußballschule im Bundessportzentrum Schielleiten engagiert. Diese Funktion hatte er von 1998 bis 2002 inne. Darüber hinaus wurde er 2000 vom FC Gratkorn als Jugendkoordinator und Spartentrainer verpflichtet und war auch beim Leistungszentrum St. Stefan/Rosental (2001) sowie beim Landesausbildungszentrum Gnas (2002) tätig.
Am 18. Dezember 2002 wurde Fuchs beim damaligen Regionalligisten FC Gratkorn mit dem Posten des Cheftrainers betraut. Nachdem er die Meisterschaft der Regionalliga Mitte in der Saison 2002/03 mit dem fünften Platz abschloss, sorgte er in der darauf folgenden Saison 2003/04 für den größten Erfolg in der Vereinsgeschichte des FC Gratkorn. Durch den Gewinn des Meistertitels stieg der FC Gratkorn in die Erste Liga auf. Nachdem die Gratkorner in der ersten Saison 2004/05 nur dank der besseren Tordifferenz dem Abstieg entgingen, gelang es Fuchs in der Folge trotz Sparbudgets den Verein in der zweithöchsten Leistungsstufe zu etablieren. Nach zwei fünften Plätzen 2005/06 und 2006/07 konnte Fuchs die Gratkorner in der Saison 2007/08 zum Vizemeistertitel hinter dem steirischen Lokalrivalen Kapfenberger SV führen. Weniger gut lief es in der darauf folgenden Saison 2008/09 mit dem achten Platz. Die Saison 2009/10 wurde trotz Umbau der Mannschaft mit dem sechsten Platz abgeschlossen.
Vor Beginn der Saison 2010/11 wurde die Mannschaft weiter verjüngt, was dazu führte, dass der Meisterschaftsstart misslang und der FC Gratkorn nur im unteren Tabellendrittel rangierte. Nachdem in der 13. Runde das Heimspiel gegen den SKN St. Pölten mit 1:5 verloren ging, trat Michael Fuchs am 4. Oktober 2010 als Trainer des FC Gratkorn zurück. „Für den Klub, für mich - einfach für alle ist es besser, einen Schnitt zu machen“, begründete Fuchs seinen Rücktritt. Dazu, dass für seinen Rücktritt eine im Profifußball einmalige Aktion, bei der Vereinspräsident Josef Schenkirsch unmittelbar nach der 1:5-Niederlage die Spieler zum Straftraining beorderte, ausschlaggebend war, wollte Fuchs nicht Stellung nehmen. In 226 Spielen für den FC Gratkorn erreichte Fuchs einen Durchschnitt von 1,31 Punkten je Spiel.

## Privates
Michael Fuchs war verheiratet und Vater von Drillingen. Am 15. März 2011 starb der ehemalige Gratkorn-Trainer überraschend nach Herz-Rhythmus-Störungen. Im Juni 2011 fand in der UPC Arena in Graz ein Gedenkturnier zu Ehren von Michael Fuchs unter der Beteiligung der Kampfmannschaften des SK Sturm Graz, des Grazer AK, der Kapfenberger SV, des TSV Hartberg, sowie des FC Gratkorn und eines sky-Promiteams statt.